# Britská imperiální koruna

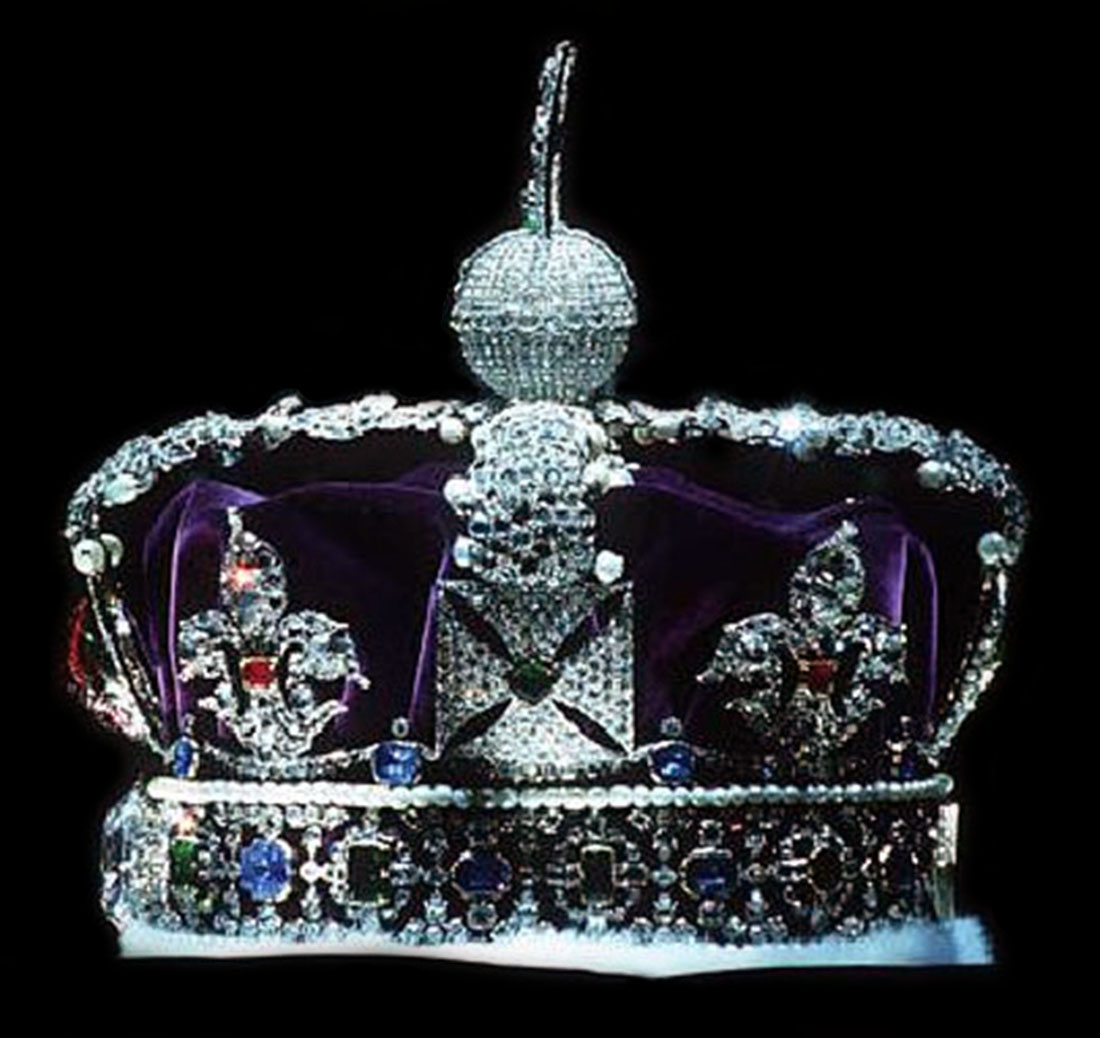
Pohled na Imperial State Crown.

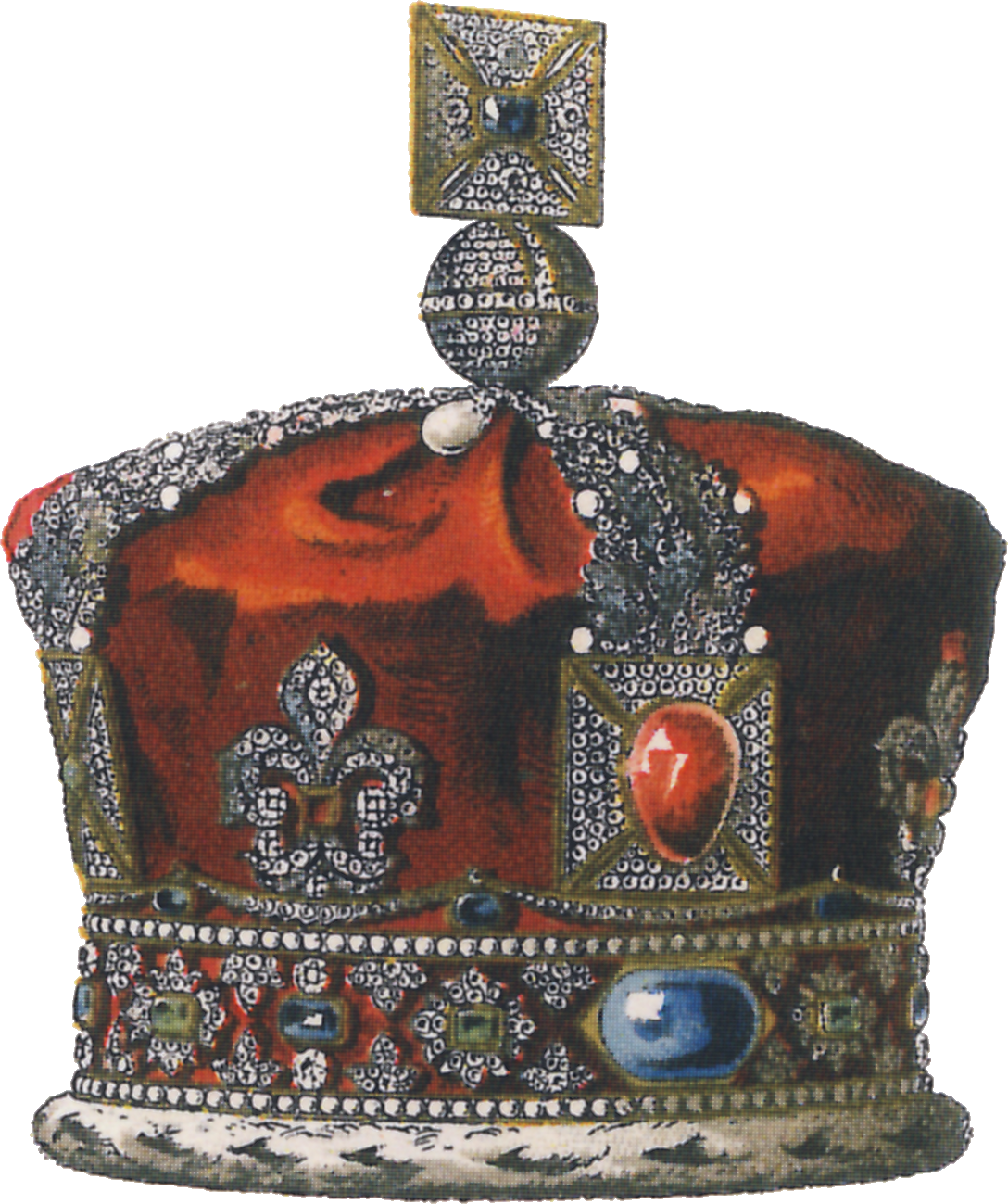
Ilustrace koruny před jejím snížením pro Alžbětu II. roku 1953.

Koruna britského impéria neboli (Britská imperiální koruna), anglicky Imperial State Crown je jeden z korunovačních klenotů Spojeného království.

## Historie koruny
Byla zhotovena pro korunovaci Jiřího VI. roku 1937 na zakázku společností Garrard & Co, přičemž se jednalo o mírně upravenou kopii Imperiální královské koruny královny Viktorie. Do současné podoby byla upravena pro korunovaci Alžběty II. roku 1953, součástí úprav bylo především snížení celé koruny o 25 milimetrů.

## Současná podoba koruny
Koruna má tvar podobný koruně sv. Eduarda, má stejný fundament tlapatých křížů, které se střídají s liliemi, nad kterými jsou čtyři půloblouky završené křížem. Uvnitř je sametový čepec s hermelínovým lemem. Na koruně britského impéria je také množství drahých kamenů: 2 868 diamantů, 273 perel, 17 safírů, 11 smaragdů a 5 rubínů.